# Safia diodonta
Safia diodonta là một loài bướm đêm trong họ Noctuidae.